# 스탄향

스탄 향의 위치

스탄향(한국어: 사담향, 중국어: 獅潭鄉, 병음: Shītán Xiāng)은 중화민국 먀오리 현의 향이다. 넓이는 79.4324km2이고, 인구는 2015년 8월 기준으로 4,634명이다.

## 역사
19세기까지 스탄 향 전역은 원주민의 거주지였고 수렵을 중심으로 한 경제활동을 실시하고 있었다. 청 말기의 1876년이 되면서 한족에 의한 개발이 진행되었고 대규모 개삭의 필요성을 절감해 개삭이 실시되었지만 당시에는 중기를 이용하지 못하고 수작업에 의지한 작업이었기 때문에 1930년대에 사람과 말이 간신히 통행할 수 있는 '대3도(台三道)'가 개통했을 뿐이었다. 1938년이 되면서 전시 수송 체제를 정비할 필요성을 절감한 일본 정부에 의해 20세 이상의 주민이 중용되어 저우란, 다이후 및 스탄의 남성 400명의 인력에 의지한 도로 건설이 시작되었다.
1939년 말, 스탄으로부터 문수간(汶水間)이 개통해 자동차의 통행이 가능해졌고 신주 객운의 버스편도 운행되기 시작했다(전쟁에 의한 연료 사정의 악화 때문에, 버스는 3년 후에 폐지). 그 후에도 공사가 진행되어, 1942년에 스탄 도로 '대3도'는 전선이 개통되기에 이르렀다.
2차 대전 후에는 이 도로를 확장했고 1981년에 전면 포장이 완료되어 현재는 스탄 향의 주요 도로로서 이용되고 있다.